# Wybory parlamentarne na Litwie w 1920 roku
Wybory parlamentarne na Litwie w 1920 roku odbyły się w dniach 14–15 kwietnia 1920, wybrano w nich Sejm Ustawodawczy Republiki Litewskiej, który miał za zadanie uchwalić konstytucję młodej republiki.

## Historia
Wybory zostały ogłoszone w styczniu 1920, odbyły się na mocy uchwalonej 20 listopada 1919 przez Tarybę ordynacji wyborczej. Swoje listy wystawiło ponad trzydzieści partii i ugrupowań. Kampania wyborcza odbywała się pod rygorami stanu wojennego na terenach nad którymi kontrolę sprawowało państwo litewskie. 
Głównymi tematami kampanii wyborczej były reforma rolna oraz odzyskanie Wilna i Wileńszczyzny.  
Zwycięstwo w wyborach do liczącego 112 posłów Sejmu Ustawodawczego (Steigiamasis Seimas) odniosła chrześcijańska demokracja zdobywając wraz z sojusznikami z Federacji Pracy i Związku Rolników 59 mandatów. Inne ugrupowania uzyskały znacznie gorsze wyniki bez szans na udział we władzy w państwie. Do Sejmu nie dostała się związana z prezydentem Smetoną Partia Postępu Narodowego. 
Wraz z wyłonieniem Sejmu Ustawodawczego likwidacji uległa Taryba. Parlament rozpoczął obrady 15 maja 1920, otworzyła je najstarsza wiekiem posłanka Gabrielė Petkevičaitė-Bitė. Na marszałka Sejmu wybrano Aleksandrasa Stulginskisa, członka Związku Rolników. 12 czerwca Sejm uchwalił tymczasową konstytucję państwa, a tydzień później powołał gabinet z Kazysem Griniusem jako premierem. 

## Podział mandatów w Sejmie
| partia                                          | mandaty |
| ----------------------------------------------- | ------- |
| Blok Chrześcijańsko-Demokratyczny               | 59      |
| Litewski Związek Chłopski                       | 20      |
| Litewska Partia Socjaldemokratyczna             | 13      |
| Litewska Partia Socjalistów Ludowców Demokratów | 9       |
| Żydzi                                           | 6       |
| Polacy                                          | 3       |
| Niemcy                                          | 1       |
| niezależni                                      | 1       |
| Razem                                           | 112     |